# Kebonagung (Sidoharjo)
Kebonagung is een bestuurslaag in het regentschap Wonogiri van de provincie Midden-Java, Indonesië. Kebonagung telt 2778 inwoners (volkstelling 2010).